# Винтовка Милонаса
Винтовка Милонаса (греч. Τυφέκιο Μυλωνά), в англоязычной литературе обычно упоминается как M1872 Greek Mylonas — греческая однозарядная винтовка XIX века с клиновым затвором, разработанная в 1872 году греческим майором артиллерии Евстафием Милонасом (греч. Ευστάθιος Μυλωνάς) (1827—1900).

## История создания
История создания Винтовки Милонаса связана с международным финансовым (и не только) скандалом.
В 1868 году Греческое королевство приняло решение заменить устаревшие ружья своей армии. Заказ на 16 000 карабинов Ремингтон был размещён в Англии и была произведена (золотом) значительная предоплата. Но Греция не только не получила заказанное оружие, но и предоплаченная сумма была утеряна в кругах посредников.
Обескураженный событием, ветеран Освободительной войны, военный министр С. Спиромилиос (1800—1880), пригласил главного мастера мастерских военного снабжения, майора Евстафия Милонаса. Семидесятелетний министр имел большой боевой опыт, но впервые столкнулся с международной финансовой махинацией такого масштаба. Отчаявшись получить назад залог и не имея денег для размещения другого заказа, в то время как армия требовала новые винтовки, Спиромилиос поручил Милонасу разработать греческую винтовку.
Милонас выполнил задание. Его 11-мм калибра винтовка была модификацией бельгийской Винтовки Комблена M1870, в которой наибольшим изменениям подверглась спусковая скоба. При этом Винтовка Милонаса предусматривала использование оружейного патрона, получившего в дальнейшем код 11×59mmR Gras (Винтовка Гра). Поскольку Винтовка Гра появилась двумя годами позже Винтовки Милонаса, имеются утверждения что патрон Гра основан на патроне Милонаса.
Прототип был одобрен греческой армией, но поскольку Греческое королевство, с самым маленьким населением среди существовавших тогда государств Европы (1100 тыс. в 1862 году):297, не располагало мощностями для серийного производства винтовки, Милонас был отправлен в бельгийский Льеж для обеспечения патента на свою винтовку и размещения заказа. Как следствие, только прототипы винтовки Милонаса были произведены в Греции. Разработка Милонаса была признана и в феврале 1874 года заказ на производство 5000 винтовок Милонаса был дан льежской фирме Emile et Leon Nagant.

## Непродолжительная жизнь Винтовки Милонаса в греческой армии
Планы греческого командования предусматривали вооружение пехотных батальонов винтовками Милонаса. В январе 1876 года из всех (10) батальонов были отправлены в сводную учебную роту по 12 унтер-офицеров, для освоения новой винтовки в стрельбах и учениях. Однако вскоре Винтовка Милонаса была заменена французской Винтовкой Гра М1874, которая была признана греческой армией как более удовлетворяющая её требованиям.
Винтовки Милонаса были использованы греческой армией в ходе её кратковременного вторжения в 1878 году в подконтрольную тогда Османской империи Фессалию во время русско-турецкой войны. Однако сразу затем винтовки Милонаса были складированы как резерв, небольшое число использовалось жандармерией и они почти не использовалась в последующих военных конфликтах. По причине её ранней замены, Винтовка Милонаса была произведена в малых количествах, не превышающих 8500 единиц.

## В дальнейшем
Около 10 лет греческая армия хранила винтовки Милонаса на складах резервистов. Есть информация о том, что через 30 лет после своего создания, винтовки Милонаса были использованы иррегулярными греческими отрядами в кратковременной «странной» войне 1897 года.
Сегодня Винтовка Милонаса имеет повышенный спрос у коллекционеров. По сегодняшний день сохранилось большое количество винтовок Милонаса, но переделанных в охотничьи ружья.